# Marjory Stoneman Douglas
Marjory Stoneman Douglas (7 de abril de 1890 - 14 de maio de 1998) foi uma jornalista, escritora, feminista e ambientalista estadunidense, conhecida por sua firme defesa dos Everglades da Flórida contra a drenagem e o desenvolvimento. Mudou-se ainda jovem para Miami para trabalhar no The Miami Herald, e tornou-se uma escritora freelance, tendo produzido mais de uma centena de contos que foram publicados em revistas. Seu maior trabalho, no entanto, foi o livro The Everglades: River of Grass, publicado em 1947, que redefiniu a concepção popular dos Everglades como um rio precioso ao invés de um pântano inútil. O impacto desta obra pode ser comparado com o do livro Silent Spring, de 1962. Seus livros, contos e sua carreira jornalística lhe trouxe influência em Miami, que ela usou para que suas causas avançassem.
Mesmo quando era jovem, Marjory era uma sincera e politicamente consciente defensora de muitas questões controversas à época, entre elas o sufrágio feminino e os direitos civis. Ela foi convidada a assumir o papel central na protecção dos Everglades, quando tinha 79 anos, e pelos 29 anos seguintes de sua vida, foi "uma implacável repórter e destemida guerreira" pela preservação da e restauração da natureza do Sul da Flórida. Pelos seus incansáveis esforços ela ganhou a alcunha de "Grande Dama dos Everglades" bem como a hostilidade de produtores e empresas agrícolas que procuravam beneficiar-se do desenvolvimento na terras na Flórida. Muitos prémios lhe foram outorgados, incluindo a Medalha Presidencial da Liberdade e várias inclusões em halls da fama.
Marjory Douglas viveu até os 108 anos, e trabalho até quase o final da sua vida pela restauração dos  Everglades. Após sua morte, um obituário no jornal The Independent de Londres declarou: "Na história dos movimentos ambientais americanos, não há muitas figuras mais notáveis do que Marjory Stoneman Douglas".

## Infância

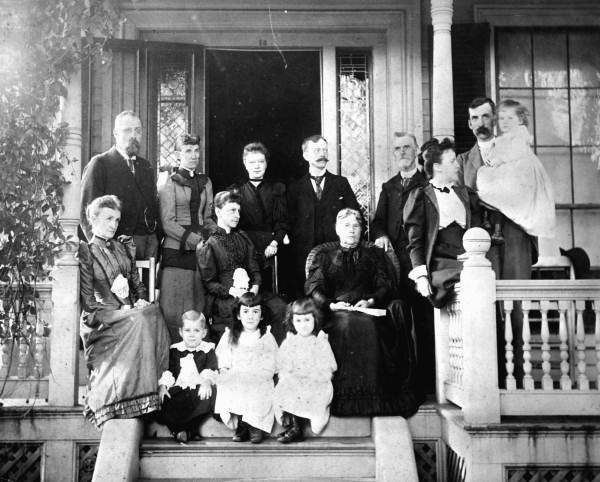
As famílias Stoneman e Trefethen em 1893. Marjory está no colo do seu pai, à direita.

Marjory  nasceu em 7 de Abril de 1890, em Minneapolis, Minnesota. Ela era a única filha de Frank Bryant Stoneman e Lillian Trefethen. Umas das suas mais antigas memórias é a do seu pai lendo para ela The Song of Hiawatha, e que ela soluçava copiosamente após ouvir que a árvore tinha a dar a sua vida, a fim de fornecer madeira para que Hiawatha pudesse ter uma canoa. Ela era uma leitora precoce e voraz. Seu primeiro livro foi Alice no País das Maravilhas, que ela ainda manteve na idade adulta, até que "algumas demónio em forma humana pediu emprestado e não trouxe de volta". Ela visitou a Flórida com quatro anos de idade e sua memória mais vívida do local era ter pego uma laranja de uma árvore no Tampa Bay Hotel. De lá, ela e seus pais embarcaram em um cruzeiro que ia de Tampa a Havana.
Quando ela tinha seis anos de idade, seus pais se divorciaram. Seu pai teve uma série de iniciativas empresariais mal sucedidas e a instabilidade que isto causou fez sua mãe mudar-se abruptamente para a casa de sua família em Taunton, Massachusetts, levando Marjory consigo. Marjory morava ali com sua mãe, tia e avós, que não tinham boas relações com seu pai e constantemente falavam mal dele, para sua consternação. Sua mãe, a quem Marjory caracterizava como "extremamente irritável", foi internada em um hospital psiquiátrico em Providence várias vezes. A separação litigiosa de seus pais e a vida com a família da mãe fez com que ela sofresse de Terror nocturno. Douglas acredita que sua tênue censura fez dela "uma céptica e uma dissidente" para o resto da sua vida.
Marjory encontrou consolo na leitura, e, eventualmente, começou a escrever. Com dezasseis anos de idade, ela contribui para a mais popular publicação infantil, St. Nicholas Magazine,com um enigma intitulado "Double Headings and Curtailings". Muitos escritores do século XX, incluindo Scott Fitzgerald, Rachel Carson e William Faulkner, tiveram suas primeiras publicações  nesta revista. Em 1907, Marjory Douglas recebeu um prémio do jornal Boston Herald pela história intitulada "An Early Morning Reme", sobre um menino que vê o amanhecer de uma canoa. No entanto, como a saúde mental de sua mãe se deteriorou, ela assumiu mais responsabilidades, tendo que gerir algumas das finanças da família e ganhando uma maturidade imposta a ela por esta circunstância.

### Educação e casamento

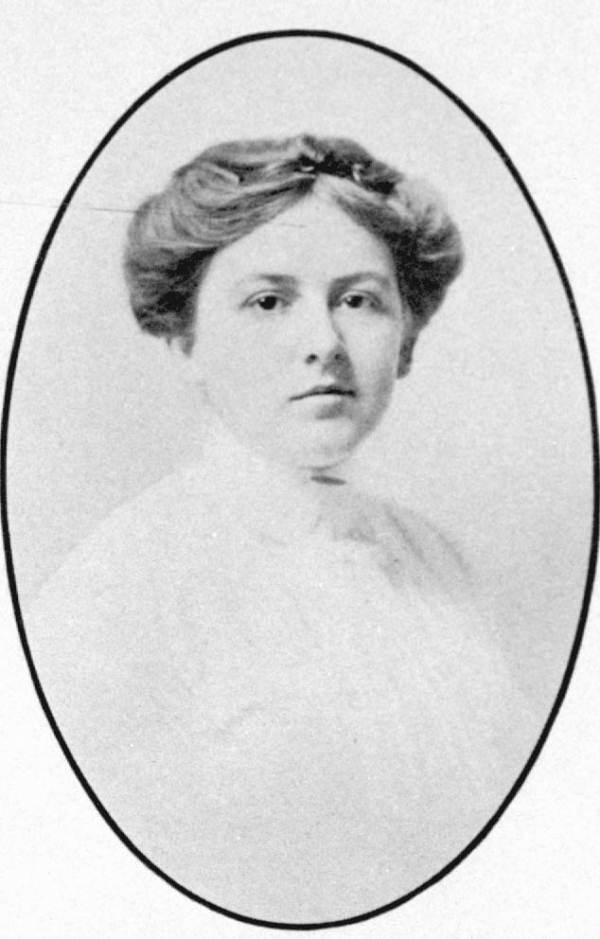
Marjory Stoneman no seu ano de formatura no Wellesley College.

Ela entrou para o Wellesley College em 1908, apesar de ter a sensação de que a sua mãe estava para morrer. Sua tia e avó também notaram o facto, mas reconheceram que ela necessitava cuidar da sua própria vida. Marjory era uma boa estudante, mesmo sem precisar estudar em demasia. Ela se graduou como B.A. em Inglês em 1912. Ela encontrou uma classe especial de elocução, e entrou no primeiro clube pelo sufrágio feminino com seis de seus colegas. Foi eleita como representante de classe, mas foi incapaz de cumprir o mandato dado que ela já estava envolvida em outras actividades. Durante seu último ano de escola, durante uma visita à sua casa, sua mãe lhe mostrou um nódulo em sua mama. Marjory providenciou a cirurgia para que ele fosse removido. Após a graduação, sua tia informou-lhe que o nódulo tinha entrado em metástase, e, alguns dias depois sua mãe morreu. Ela ficou responsável por todos os preparativos para o funeral.
Depois de passar por alguns empregos para os quais ela não se sentia bem adaptada, ela conheceu Kenneth Douglas em 1914, e ficou tão impressionado com a sua educação e surpresa com a atenção que ele mostrou para com ela que casou-se com ele três meses depois. Ele era um editor de jornais trinta mais velho que ela, e o casamento fracassou. Ele passou seis meses na cadeia por fraude, e tentou dar um golpe no pai dela.
Ela reflectiu depois que seu casamento também não funcionou devido à sua natureza independente, e sua participação em causas como o sufrágio feminino e o ambientalismo. Ela se mudou para Miami no outono de 1915 para se reencontrar com seu pai, a quem não via desde o divórcio dele com sua mãe, quando ela tinha seis anos de idade.

## Carreira literária

### The Miami Herald
Douglas chegou ao sul da Flórida, quando havia menos de 5 000 pessoas que viviam em Miami, as ruas eram cobertas de pó branco, e a cidade não era  "mais que um terminal ferroviário glorificado". Seu pai, Frank Stoneman, foi o primeiro editor do jornal que mais tarde tornou-se o The Miami Herald. Stoneman era veementemente contrária ao governador da Flórida, Napoleão Bonaparte Broward e suas tentativas de drenar os Everglades. Ele enfureceu Broward tanto que, quando Stoneman ganhou uma eleição para juiz distrital, o governador Broward recusou-se a validar a eleição, de modo Stoneman foi chamado de "juiz" durante o resto de sua vida mas nunca exerceu as funções de um.
Ela entrou para a equipa do jornal em 1915, inicialmente como uma colunista de factos sociais como reuniões de chá e outros eventos, mas as notícias eram tão escassas que ela admitiu mais tarde ter "maquiado" algumas das suas histórias: "Alguém poderia dizer: O que é que a Sra. T. Y. Washrag está fazendo na sua coluna? E eu diria, Oh, você sabe, eu não acho que ela esteve aqui por muito tempo". Quando seu pai foi de férias, deixou-lhe a responsabilidade editorial dos  artigos. Ela desenvolveu uma rivalidade com um editor do The Miami Metropolis cuja maior familiaridade com a história de Miami era motivo para zombar dos escritos de Douglas. Seu pai repreendeu-a para que verificar melhor os factos.  A ela foi dada a missão em 1916 de escrever uma história sobre a primeira mulher a integrar a United States Navy Reserve, em Miami. Quando a mulher não apareceu para a entrevista, Douglas encontrou-se a aderir a Marinha como escriturária de primeira classe. Ela não gostou muito, então solicitou dispensa e entrou para a Cruz Vermelha Americana, onde foi lotada em Paris, na França, e teve a oportunidade de ser testemunha das celebrações na Rue de Rivoli quando o armistício foi assinado. Ela também cuidou dos refugiados da guerra, e vendo-os deslocados e em estado de choque, ela escreveu "me ajudou a compreender a situação dos refugiados em Miami, sessenta anos depois".
No seu retorno após a guerra, ela assumiu as funções de assistente editora do The Miami Herald. Ela ganhou alguma notoriedade através da sua coluna diária, intitulada "The Galley" (A Galeria), e teve influência suficiente através dos médias locais para se tornar uma celebridade local. Algumas de suas histórias falam da riqueza da região e de seu "inevitável desenvolvimento". Ela complementava sua renda com $100 por semana para escrever cópias de propagandas que elogiavam o desenvolvimento do Sul da Flórida, algo que ela iria lamentar mais tarde em sua vida. No entanto, ela também escreveu editoriais promovendo um planeamento urbano responsável de Miami, quando viu um aumento da população de mais de 100 000 pessoas em uma década. Douglas também escreveu histórias onde defendia apaixonadamente o sufrágio feminino e os direitos civis, enquanto estava no Herald. Ela escreveu uma balada na década de 1920 lamentando a morte de um vagabundo de dezasseis anos de idade, que foi espancado até a morte em um campo de trabalho, intitulado "Martin Tabert of North Dakota is Walking Florida Now". Esta balada foi impressa no The Miami Herald e lida em público durante uma sessão da Assembleia Legislativa da Flórida que aprovou uma lei tornando o espancamento de mendigos e vagabundos ilegal, em grande parte devido ao texto de Douglas. Acho que essa é a coisa mais importante que fui capaz de alcançar, como resultado de algo que eu tenha escrito", ela escreveu em sua autobiografia.

### Escritora freelance
Após sair do jornal e 1923, Douglas trabalhou como escritora freelancer. De 1920 a 1990, Douglas publicou 109 artigos e contos fictícios. Uma das suas primeiras histórias, Black Mask,  foi vendida para a revista pulp fiction por $ 600. Sua história "Peculiar Treasure of a King" ficou em segundo lugar no concurso O. Henry Award em 1928. Quarenta de suas histórias foram publicadas no The Saturday Evening Post; e, com o título único de "Story of a Homely Woman" foram republicadas em 1937 na compilação das melhores histórias do  Post. Muitas de suas protagonistas eram mulheres independentes, e as pessoas e animais dos Everglades serviram de assunto para seus primeiros escritos, incluindo "Plumes" em 1930, publicado originalmente no Saturday Evening Post, que foi baseado no assassinato de um dos directores da Audubon Society por um atirador furtivo, e "Wings", também publicado noPost em 1931, que foi dedicado à matança de bandos de pássaros dos Everglades para a retirada de suas penas.
Durante os anos 1930, foi encomendado à Douglas que escrevesse um panfleto defendendo um jardim botânico. Este panfleto foi chamado "An argument for the establishment of a tropical botanical garden in South Florida". Com o sucesso alcançado começou a reivindicar em clubes para onde era convidada para discursar na região, para que eles apoiassem a criação do Fairchild Garden. Ela chamou-o "one of the greatest achievements for the entire area".
Douglas envolveu-se com o Miami Theater, e escreveu uma peça em um só acto que foi a peça da moda nos anos 1930. Uma de suas peças, "The Gallows Gate", sobre uma discussão entre uma mãe e um pai sobre o carácter de seu filho que foi sentenciado à forca. Ela teve a ideia de seu pai, que foi testemunha de um enforcamento enquanto vivia no Oeste e que ficou impassível ao rangido da corda suportando o peso do corpo enforcado. A peça ganhou uma competição estadual, e posteriormente $ 500 em uma competição nacional, depois de ter sido modificada para ter três actos.
Douglas trabalhou como revisora editorial para o The Miami Herald de 1942 até 1949, e como editora para a University of Miami Press de 1960 a 1963. Ela lançou seu primeiro romance, intitulado Road to the Sun, em 1952. Ela escreveu quatro romances, e diversos livros não-ficcionais sobre tópicos regionais, como os ornitófilos da Flórida e David Fairchild, o entomologista convertido em biólogo que imaginou um jardim botânico em Miami. Sua autobiografia intitulada Marjory Stoneman Douglas: Voice of the River foi escrita em parceria com John Rothchild em 1987. Ela trabalhou em um livro sobre W. H. Hudson por anos, tendo, por causa dele, viajado para a Argentina e Inglaterra várias vezes. O livro estava incompleto quando ela morreu em 1998.

### The Everglades: River of Grass
No começo da década de 1940 ela foi abordada por um editor que contribuiu para a Rivers of America Series escrevendo sobre o rio Miami. Pressionada por ele, ela disse que o rio Miami tinha "an inch long", mas, depois de pesquisar, tornou-se mais interessada nos Everglades e persuadiu o editor a deixá-la escrever sobre eles. Seu livro The Everglades: River of Grass foi publicado em 1947, após cinco anos de pesquisa. Sua primeira edição esgotou um mês depois de seu lancamento. A primeira linha do livro, "There are no other Everglades in the world", foi chamada de "most famous passage ever written about the Everglades", e a declaração recepciona os visitantes do site do Everglades National Park.  Douglas caracterizou os Everglades como um ecosistema de rios dignos de protecção, e em risco iminente de desaparecimento. No último capítulo, "The Eleventh Hour", ela diz: 
Cattlemen's grass fires roared uncontrolled. Cane-field fires spread crackling and hissing in the saw grass in vast waves and pillars and billowing mountains of heavy, cream-colored, purple-shadowed smoke. Training planes flying over the Glades dropped bombs or cigarette butts, and the fires exploded in the hearts of the drying hammocks and raced on before every wind leaving only blackness ... There was no water in the canals with which to fight [the fires] ... The sweet water the rock had held was gone or had shrunk far down into its strange holes and cleavages.
Esse arrebatamento popular pela protecção dos Everglades pode ser comparado com exposição de 1962 de Rachel Carson dos efeitos nocivos dos DDT, no livro Silent Spring, já que ambos os livros "groundbreaking calls to action that made citizens and politicians take notice". Este impacto ainda é relevante por ser considerado a razão principal pela qual a Flórida recebe tantos turistas, e "remains the definitive reference on the plight of the Florida Everglades". O livro teve numerosas edições, e vendeu mais de quinhentas mil cópias desde a sua primeira edição. As últimas três edições, publicadas por uma editora da Flórida, Pineapple Press, tiveram uma nova revisão: em 1998 por Randy Lee Loftis e Marjory Stoneman Douglas;  Cyril Zaneski revisou a edição comemorativa pelos 50 anos de lançamento do livro, de 1997; e a edição comemorativa dos 60 anos, de 2007, foi revisado por Michael Grunwald, autor do livro The Swamp.  O Christian Science Monitor escreveu em 1997, "Today her book is not only a classic of environmental literature, it also reads like a blueprint for what conservationists are hailing as the most extensive environmental restoration project ever undertaken anywhere in the world". O lado negativo do impacto do livro, de acordo com um escritor, é que a metáfora dela não é válida para descrever todo o complexo ecossistema que rodeia os Everglades: "River of Grass" descreve somente um deles. David McCally escreveu que apesar da "appreciation of the complexity of the environmental system" de Douglas, ela descreveu apenas a concepção popular dos Everglades, e as pessoas que nunca lerão um livro com as suas explicações detalhadas.

### Activismo
Em 1916, ela viajou com Mary Baird Bryan, esposa de William Jennings Bryan, e duas outras mulheres para Tallahassee para discursar em defesa do sufrágio feminino, uma experiência a respeito da qual ela escreveu: "All four of us spoke to a joint committee wearing our best hats. Talking to them was like talking to graven images. They never paid attention to us at all." Douglas ficou apta a votar pela primeira vez depois que retornou da Europa em 1920.
Usando sua influência no The Miami Herald, Douglas escreveu colunas sobre a pobreza, em uma delas disse: "You can have the most beautiful city in the world as appearance goes, the streets may be clean and shining, the avenues broad and tree lined, the public buildings dignified, adequate and well kept ... but if you have a weak or inadequate health department, or a public opinion lax on the subject, all the splendors of your city will have not value." Em 1948 Douglas trabalhou no Comitê de Permissão das Favelas de Coconut Grove, com uma amiga a qual ela chama Elizabeth Virrick. Virrick ficou horrorizada ao saber que eles não tinham água corrente ou tratamento sanitário em Coconut Grove, que era chamada de "Cidade Colorida". Este comité ajudou a aprovar uma lei que previa que todas as casas de Miami tivessem casas de banho e encanamento sanitário. Nos dois anos necessários para conseguirem aprovar o referendo, eles trabalharam para conseguir um empréstimo para ajudar os habitantes negros de Coconut Grove, cujo interesse no empréstimo era o pagamento dos serviços de encanamento. Douglas notou que todo o dinheiro emprestado foi pago.

### Trabalho pelos Everglades
Douglas começou a se interessar pelos Everglades na década de 1920 quando entrou na equipa do Everglades Tropical National Park Committee, um grupo liderado por Ernest F. Coe e dedicado à ideia da criação de um parque nacional nos Everglades. Durante a década de 1960, os Everglades estavam em risco iminente de desaparecer parar sempre por causa do crescimento desordenado em nome do progresso, das especulações imobiliárias e do desenvolvimento agrícola. Encorajada a se envolver pelos líderes dos grupos ambientais, em 1969 (quando tinha, portanto, 79 anos) Douglas fundou a organização Friends of the Everglades para protestar contra a construção de um hangar para jactos dentro do Big Cypress National Preserve, parte dos Everglades. Ela justificou seu envolvimento dizendo: "It is a woman's business to be interested in the environment. It's an extended form of housekeeping." Ela viajoupelo estado fazendo "hundreds of ringing denunciations" sobre o projecto do aeroporto, e aumentou o número de membros do Friends of the Everglades para mais de 3 000 num período de três anos. Ela criou uma rede de informações públicas em tempo integral a partir da sua casa e encontrou muita oposição dos construtores do hangar e seus apoiadores, que a chamaram "damn butterfly chaser". O presidente Richard Nixon, no entanto, rejeitou a construção do projecto em face de todo o esforço feito por todos os grupos de protecção dos Everglades.
Douglas criticou duas entidades que, segundo ela, eram as que mais prejudicavam os Everglades. A uma coalizão de produtores de cana-de-açúcar chamada Big Sugar, acusou de poluir o lago Okeechobee, que é uma das fontes de água potável da área metropolitana de Miami, despejando nele água contaminada com produtos químicos, lixo humano e industrial.

## Trabalhos notáveis

### Livros
- The Everglades: River of Grass. Rinehart, 1947.
- Road to the Sun. Rinehart, 1952.
- Freedom River Florida 1845. Charles Scribner's Sons, 1953.
- Hurricane.  Rinehart, 1958.
- Alligator crossing. John Day, 1959.
- The Key to Paris. Keys to the Cities Series. Lippincott, 1961.
- Florida the Long Frontier. Harper & Row, 1967.
- The Joys of Bird Watching in Florida. Hurricane House, 1969.
- Adventures in a Green World - the Story of David Fairchild and Barbour Lathrop. Field Research Projects. 1973.
- Marjory Stoneman Douglas: Voice of the River. with John Rothchild. Pineapple Press, Inc. 1987.

### Contos
| - Nine Florida Stories by Marjory Stoneman Douglas. Ed. Kevin M. McCarthy. University of North Florida, 1990. - "Pineland" - "A Bird Dog in the Hand" - "He Man" - "Twenty Minutes Late for Dinner" - "Plumes" - "By Violence" - "Bees in the Mango Bloom" - "September-Remember" - "The Road to the Horizon" |  | - A River in Flood and Other Florida Stories by Marjory Stoneman Douglas. Ed. Kevin M. McCarthy. University Press of Florida, 1998. - "At Home on the Marcel Waves" - "Solid Mahogany" - "Goodness Gracious, Agnes" - "A River in Flood" - "The Mayor of Flamingo" - "Stepmother" - "You Got to Go, But You Don't Have to Come Back" - "High-Goal Man" - "Wind Before Morning" |